# Зульцбахталь
Зульцбахталь (нем. Sulzbachtal) — община в Германии, в земле Рейнланд-Пфальц. 
Входит в состав района Кайзерслаутерн. Подчиняется управлению Оттербах.  Население составляет 475 человек (на 31 декабря 2010 года). Занимает площадь 6,71 км².
Коммуна подразделяется на 2 сельских округа.